# Dramski pisac
Dramski pisac ili dramatičar je osoba koja piše drame, koji mogu biti kazališna, komorna ili književna djela u dramskoom obliku koja nisu predviđena za izvođenje.
Prvi poznati dramski pisci u zapadnoj kulturi su se pojavili u Antičkoj Grčkoj u 5. stoljeću pr. Kr., a od kojih su najpoznatiji Sofoklo, Eshil, Euripid i Aristofan. Od svih dramatičara u povijesti je najpoznatiji i najutjecajniji William Shakespeare.
U 20. stoljeću se s razvojem novih medija kao što su strip, film i televizija razvila posebna podvrsta dramskog pisca - scenarist.